# Marsol Arias Sánchez
Marsol Arias Sánchez (Canelones, 31 de desembre de 1968) és un exfutbolista uruguaià, que ocupava la posició de davanter.
Al llarg de la seua carrera va jugar en diversos equips, com ara l'Atlético Central San José, Estudiantes de La Plata, Huracán Buceo i CD Tenerife, entre d'altres.